# Zápalník

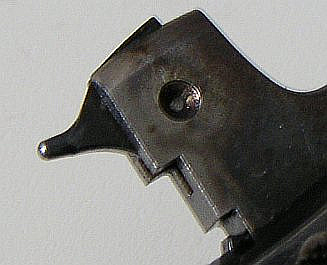
Zápalník integrovaný s kohoutem revolveru Smith & Wesson Model 13

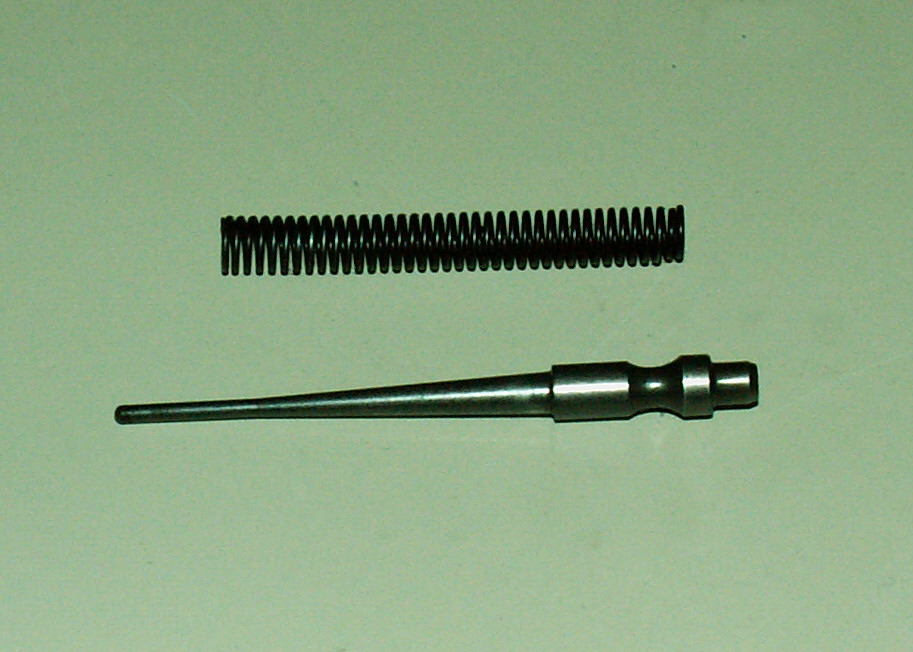
Jehlový zápalník moderní pistole s vratnou pružinou

Zápalník je součástka bicího ústrojí ručních palných zbraní. Při výstřelu úderník narazí na zápalník a ten přenese úder na zápalku náboje.  

## Konstrukce zápalníku
Místo, kterým zápalník udeří do zápalky náboje se nazývá hrot zápalníku. Musí jít o malou plochu, ale zároveň hrot zápalníku nesmí zápalku prorazit. Úkolem hrotu je promáčnout dno zápalky ke kovadlince tak, aby došlo k zažehnutí. Pro náboje se středovým zápalem se obvykle používá půlkulatý hrot. Příkladem výjimky jsou pistole Glock. Pro náboj s okrajovým zápalem, například .22 Long Rifle se používá většinou hrot pravoúhlý.
Vzdálenost o kterou se hrot zápalníku vysune je důležitý údaj související s konstrukcí nábojů a zápalek. Následující tabulka ukazuje doporučené hodnoty pro lovecké zbraně podle předpisů v Rakousku. 
| Zbraň:               | Přečnívání zápalníku [v mm] |
| -------------------- | --------------------------- |
| opakovací kulovnice  | 1,3-1,6                     |
| brokovnice hamrleska | 1,4-1,6                     |
| kohoutová brokovnice | 1,7-1,9                     |
| samočinné brokovnice | 1,7-2,0                     |

## Spojení zápalníku s úderníkem
U některých konstrukcí zbraní bývá zápalník spojen s úderníkem. V tomto případě jde o úderník s integrovaným zápalníkem (nebo jen úderník se zápalníkem). Tento princip je použit například u pistolí Glock. Používání pojmu úderník se zápalníkem nebývá v některých pramenech důsledné. Někteří autoři používají jen pojem zápalník a v jiných zdrojích je použit pro stejnou součástku pojem úderník. Zápalník jako samostatná součástka je použit například v pistoli CZ 75, nebo u útočné pušky Samopal vzor 58.

## Identifikace zbraně
Hrot zápalníku zanechává při úderu na dno zápalky (respektive dno nábojnice u střeliva s okrajovým zápalem) stopu, podle které může být prováděna idetifikace zbraně ve které byla použita zkoumaná nábojnice. V principu jde o porovnání otisků mikro-nerovností vzniklých na povrchu hrotu zápalníku při výrobě. 